# Stéphane Hessel
Stéphane Frédéric Hessel (Berlín, 20 d'octubre de 1917 - París, 27 de febrer de 2013) va ser un diplomàtic, ambaixador i membre de la resistència francesa. Va obtenir la nacionalitat francesa el 1937. Va ser un dels redactors de la Declaració Universal dels Drets Humans de 1948. L'any 2010 va publicar un petit assaig titulat Indigneu-vos! que ràpidament es va convertir en un gran èxit de vendes i en llibre de capçalera del moviment dels Indignats.

## Biografia

### Joventut
Era el fill de la periodista alemanya Helen Grund i de l'escriptor alemany Franz Hessel, que va inspirar el personatge de Jules en la novel·la Jules et Jim d'Henri-Pierre Roché.
Va arribar a França amb la seva mare el 1924. Als 15 anys va obtenir el Batxillerat, el 1937 va entrar a l'École Normale Supérieure i el mateix any es va nacionalitzar francès. El 1939 l'exèrcit el va mobilitzar a Saint-Maixent, junt amb tres promocions de l'École.

### Resistència i deportació
Membre de la resistència durant la Segona Guerra Mundial, Hessel es va unir al General de Gaulle el 1941. Fou enviat en missió a França per la Direction Géneral des Services Spéciaux (DGSS) a finals de març de 1944. Fou deportat a Buchenwald i a Mittelbau-Dora, un camp de concentració que depenia del de Buchenwald. Hessel va poder evitar de ser penjat i va fugir de Dora amb Forest Yeo-Thomas durant un trasllat a Bergen-Belsen, canviant la seva identitat amb la de Michel Boitel, mort de tifus.

### La postguerra: la qüestió dels Drets Humans
Després de la guerra, Stéphane Hessel va observar la redacció de la Declaració Universal dels Drets Humans de 1948, al costat, entre d'altres, de René Cassin, en qualitat de cap de gabinet de Henri Laugier, secretari general adjunt de l'ONU i secretari de la Comissió dels drets humans de les Nacions Unides.
El 1962, va crear l'AFTAM (Associació per a la Formació de Treballadors d'Àfrica i Madagascar), de la qual va esdevenir president El 2008, l'AFTAM ofereix 22.000 llits en allotjament.

### Alts càrrecs
L'agost de 1982, Hessel fou nomenat membre de l'Alta autoritat francesa de la Comunicació audiovisual per 3 anys, i va rebre l'encàrrec d'ocupar-se de les ràdios locals privades.
Stéphane Hessel va ser, amb més de 90 anys, ambaixador de França. Era membre del comitè de patrocinadors de la Coordinació francesa per la Dècada de la cultura de la pau i de la no-violència. Sostenia econòmicament, amb altres patrons, el fons associatiu Non-Violence XXI.
Hessel va ser un dels membres fundadors del Collegium internacional, ètic, polític i científic (Collegium International).
Va rebre del govern francès la distinció de Gran Oficial de la Legió d'Honor (decret del 14 de juliol de 2006) i la Gran Creu de l'Orde Nacional del Mèrit (decret del 16 de novembre de 1999).
Stéphane Hessel fou membre de la Comissió nacional consultiva dels drets humans, i també de l'Alt consell de la cooperació internacional.

### Acció política i social
El 1986 es va unir al Partit Socialista, però més tard la deriva del partit cap a altres posicions va fer que Hessel se n'allunyés: així, el 2003, Hessel signà, amb altres antics membres de la resistència, la petició «Per un Tractat de l'Europa social».
Stéphane Hessel va signar la crida col·lectiva d'antics membres de la resistència per a la commemoració del 60è aniversari del Programa del Consell nacional de la Resistència del 15 de març de 1944. Aquest text encoratja «les noves generacions a fer viure i a transmetre el llegat de la Resistència i els seus ideals sempre vigents de democràcia econòmica, social i cultural.»
El 21 de febrer de 2008, a la plaça de la República de París, Stéphane Hessel denuncià l'incompliment del govern francès de l'article 25 de la Declaració Universal dels Drets Humans i llançà una crida perquè el govern fes una aportació de fons per tal que totes les persones sense llar poguessin tenir un sostre.
El 10 de desembre de 2008, Hessel va rebre el Premi UNESCO/Bilbao per la promoció d'una cultura dels drets humans. Aquesta és la data del 60è aniversari de la Declaració Universal dels Drets Humans.
El 15 de març de 2009, durant la convenció nacional (francesa) dels comitès locals Europa Ecologia reunits al Parc de la Villette, a París, al costat de Daniel Cohn-Bendit i José Bové, Stéphane Hessel manifestà el seu suport a la llista d'Europa Ecologia de cara a les eleccions europees del 7 de juny de 2009, amb l'esperança de veure sorgir una esquerra irreverent que tingués pes. El 12 de desembre de 2009, confirmà el seu suport tot anunciant la seva inclusió en posició no-elegible a la llista Europa Ecologia Île de France, encapçalada a París per Robert Lion, per a les eleccions regionals de 2010.

### Acció a favor dels drets dels palestins i contra la política israeliana
L'agost de 2006, Stéphane Hessel va signar una crida llançada per la Unió Jueva Francesa per la Pau (UJFP) contra els atacs israelians al Líban, que va sortir publicada als diaris Libération i L'Humanité.
El 5 de gener de 2009, va declarar en relació amb l'ofensiva israeliana a la franja de Gaza: «En realitat, el mot que escau -el que s'hauria d'aplicar- és crim de guerra i crim contra la humanitat. Però cal utilitzar aquest mot amb molta precaució, perquè som a Ginebra, la seu de l'Alt Comissionat per als Drets Humans, que pot tenir una opinió fonamental respecte al tema. Per part meva, havent estat a Gaza, havent vist els camps de refugiats amb milers d'infants, la manera com han estat bombardejats em sembla un veritable crim contra la humanitat».
El 4 de març de 2009, Stéphane Hessel va fer-se membre del comitè de suport del Tribunal Russell sobre Palestina. Presideix la conferència de premsa que s'ha organitzat amb motiu de la inauguració de les sessions.
El 30 de desembre de 2009, Hessel va incloure Israel en una llista d'estats "tirànics", com la Xina, Rússia i l'Iran, amb els quals no s'ha de prioritzar el comerç per damunt dels Drets humans.

#### Compromís associatiu
Des de 2007, Stéphane Hessel era patrocinador de l'ONG Biblioteques Sense Fronteres que treballa per fer accessible el coneixement i per donar suport a les biblioteques a França i al món.

### Reconeixements
El 2004 Hessel va rebre el Premi Nord-Sud del Consell d'Europa.
El 2008 Hessel va rebre el Premi per la Pau que atorga l'Associació per a les Nacions Unides a Espanya Arxivat 2011-10-24 a Wayback Machine. (ANUE), per la seva continuada lluita en favor dels drets humans i la no-violència.

### 2010: President d'honor de la Competició internacional de Drets Humans per a advocats del Memorial de Caen
El 31 de gener de 2010, Stéphane Hessel fou el president d'honor de la Competició internacional de Drets humans per a advocats del Memorial de Caen. Per primera vegada en la història de la competició, els advocats que hi competien van decidir batejar la "promoció" amb el nom d'una personalitat. Van escollir el nom de Stéphane Hessel.

## Obra
- Danse avec le siècle, autobiografia, Seuil, 1997
- Dix pas dans le nouveau siècle, Seuil, 2002
- Ô ma mémoire, la poésie, ma nécessité, 88 poemes comentats, Seuil, 2006
- Citoyen sans frontières, converses amb Jean-Michel Helvig, Fayard, 2008
- Indignez-vous!, Indigène éditions, Montpeller, 2010. (Indigneu-vos!, editorial Destino)
- Comprometeu-vos, 2011.